# Michel Sala
Pour les articles homonymes, voir Sala.
Michel Sala, né le 13 mai 1954 à Oran (Algérie), est un syndicaliste, militant et homme politique français. Militant de la Ligue communiste révolutionnaire puis du Nouveau Parti anticapitaliste, il est candidat de la Nupes aux élections législatives de 2022. Il est élu député de la 5e circonscription du Gard.
Au sein de l'Assemblée nationale, il est membre du groupe La France insoumise et il siège au sein de la Commission des Finances.

## Situation personnelle
Michel Sala nait le 13 mai 1954 à Oran en Algérie française d'une mère couturière et d'un père banquier, directeur de la Caisse d'épargne de la ville. Après l'indépendance de l'Algérie, sa famille quitte le pays et débarque au port de Marseille le 7 juillet 1962, soit le surlendemain du massacre d'Oran.
Michel Sala grandit à Marseille, Grasse, Lyon et enfin Paris où il s'installe avec ses parents et ses trois sœurs,.
Veuf en 2020, il a deux enfants,.

## Carrière
Entre 1973 et 1974, il effectue son service militaire au sein du 7e régiment du génie à Avignon.

### Carrière professionnelle
Salarié de la Caisse d'épargne pendant quarante ans, il y travaille comme employé pendant trente, puis comme cadre pendant dix. Dans les dernières années de sa carrière, il s'occupe notamment des relations entre la banque et les collectivités territoriales.
Syndiqué à la CFDT en 1974, il finit par rejoindre SUD Solidaires qu'il implante dans son entreprise au début des années 2000.

### Carrière politique

#### Débuts à l'extrême gauche
Il adhère à la Ligue communiste révolutionnaire (LCR) en 1974.
Lorsqu'il quitte Paris pour le Gard dans le cadre de son travail au début des années 2000, il commence à s'y investir politiquement, devenant adjoint au maire de Saint-Félix-de-Pallières, Charles Desmeures, après les élections municipales de 2001,.
Lors des élections régionales de 2010 en Languedoc-Roussillon, il figure sur la liste de René Revol, qui opère une union entre gauche et extrême gauche, mais n'est pas élu.
Il représente la LCR puis le NPA (en tant que titulaire, puis suppléant de Sylvie Barbe) aux élections législatives de 2007 et de 2012 dans la 5e circonscription du département,.

#### De l'ADAMVM à la mairie de Saint-Félix-de-Pallières
Activiste écologiste, il milite au sein de l'Association pour la dépollution des anciennes mines de la Vieille montagne (ADAMVM), fondée en janvier 2012 et qui contribue à le faire connaître,,.
Le 14 novembre 2018, il participe à la fondation du comité « Alès Cévennes Insoumises » qui vise à préparer la campagne locale de La France insoumise (LFI) pour les élections européennes de 2019 et municipales de 2020. Michel Sala est d'ailleurs lui-même élu à l'issue de ces dernières, les habitants de Saint-Félix-de-Pallières n'ayant eu d'autre choix que d'élire les onze candidats aux onze places prévues. En effet, le petit village est confronté depuis plusieurs années à de graves problèmes de pollution des sols et des eaux en raison de la présence d'une ancienne mine de plomb et de la mauvaise gestion de ses déchets,,,,.

#### Élections législatives de 2022
Début février 2022, il est investi candidat de La France insoumise (LFI) aux élections législatives dans la 5e circonscription du Gard, investiture confirmée après la signature des accords de la Nouvelle Union populaire écologique et sociale (NUPES) début mai 2022,. Sa suppléante est Irène Lebeau, maire de Dourbies.
Le 12 juin 2022, il arrive en tête du premier tour du scrutin avec 33,48 % des suffrages exprimés, devançant Jean-Marie Launay (RN) et la députée sortante Catherine Daufès-Roux (LREM) qui est ainsi éliminée. Cette dernière refuse d'appeler à voter pour lui en raison de son passé à l'extrême gauche et notamment au Nouveau parti anticapitaliste (NPA) que son adversaire frontiste ne se prive également pas d'utiliser contre lui, que ce soit lors du débat qui les opposent sur France Bleu Gard Lozère le 13 juin ou dans les colonnes de Midi libre le 16 juin,,,.
Cela ne l'empêche cependant pas de recevoir, pendant l'entre-deux-tours, le soutien des maires de Montpezat, Chamborigaud, Mandagout et Arrigas. Le 19 juin 2022, il est élu député avec 53 % des suffrages exprimés.

#### À l'Assemblée nationale
Au sein de l'Assemblée, il est membre du Groupe La France insoumise et il siège au sein de la commission des Finances,.
Il est membre de la Gauche écosocialiste, une organisation qui se considère comme un « courant interne » à LFI et est elle-même issue, en 2022, du courant d'Ensemble « Ensemble Insoumis·e ».
Après la découverte de tracts néonazis dans les boites aux lettres des habitants de Quissac (commune de sa circonscription), il appelle à un « rassemblement républicain » contre l'antisémitisme, qui se tient le 8 décembre 2023 sur la place du marché de la ville, en présence de 300 personnes,,.
Le 4 juin 2024, il fait partie de la soixante-dizaine de députés de la NUPES à venir habillés aux couleurs du drapeau palestinien dans l'hémicycle.

#### Élections législatives de 2024
Le 9 juin 2024, à 21 h 01, le président de la République française, Emmanuel Macron, annonce dissoudre la XVIe législature de l'Assemblée nationale en raison des résultats, très défavorables à son camp, des élections européennes qui se sont tenues dans la journée. À peine quelques heures plus tard, Michel Sala annonce se porter candidat à sa réélection,,. Dans les jours qui suivent, il bénéficie du soutien du Nouveau Front populaire et est officiellement réinvesti par La France insoumise le 14 juin,. Lors du premier tour des élections législatives anticipées, le 30 juin, il arrive en deuxième position (33,03 %) derrière Alexandre Allegret-Pilot (41,01 %), candidat de l'alliance LR-RN investi par Éric Ciotti. Pendant l'entre-deux-tours, il reçoit le soutien de sa prédécesseuse Catherine Daufès-Roux, qui avait pourtant refusé d'appeler à voter pour lui en 2022. Le 7 juillet, il est battu au second tour avec 48,42 % des suffrages exprimés.